# Jugoszlávia az 1928. évi téli olimpiai játékokon
A Jugoszláv Királyság a svájci St. Moritzban megrendezett 1928. évi téli olimpiai játékok egyik részt vevő nemzete volt. Az országot az olimpián 1 sportágban 6 sportoló képviselte, akik érmet nem szereztek.

## Sífutás
| Versenyző      | Versenyszám | Eredmény | Helyezés |
| -------------- | ----------- | -------- | -------- |
| Joško Janša    | 50 km       | 5:58:09  | 23.      |
| Joško Janša    | 18 km       | 2:01:14  | 26.      |
| Boris Režek    | 18 km       | 2:28:44  | 42.      |
| Petar Klofutar | 18 km       | 2:14:08  | 39.      |
| Janko Janša    | 18 km       | 2:19:54  | 40.      |
| Janko Janša    | 50 km       | 6:34:59  | 29.      |
| Stane Bervar   | 50 km       | 6:46:48  | 30.      |
| Stane Kmet     | 50 km       | 6:32:07  | 28.      |